# Brandstein
Brandstein ist ein Gemeindeteil der Gemeinde Berg im Landkreis Hof (Oberfranken, Bayern).

## Lage
Der Weiler Brandstein liegt am Ostrand des Frankenwaldes an der Staatsstraße 2692 südöstlich der Gemeinde Berg und östlich der Bundesautobahn 9.

## Geschichte
In Brandstein befinden sich ein am Ende des 18. Jahrhunderts von der Familie von Schönfeld errichtetes Schloss und die Burgruine Braunstein. Unter dem Einfluss der Vögte von Weida wurden die Familien von Weißelsdorf und Murring genannt. Vorwerke zur Burg befanden sich in Schlegel, Schnarchenreuth und Gottsmannsgrün. Alban von Dobeneck verkaufte Ende des 19. Jahrhunderts den Familienbesitz an den Sohn von Franz August Mammen, Enno Mammen, aus einer Plauener Industriellenfamilie. Ihm folgte der geadelte Sohn Franz von Mammen († 1936) als Besitzer nach.

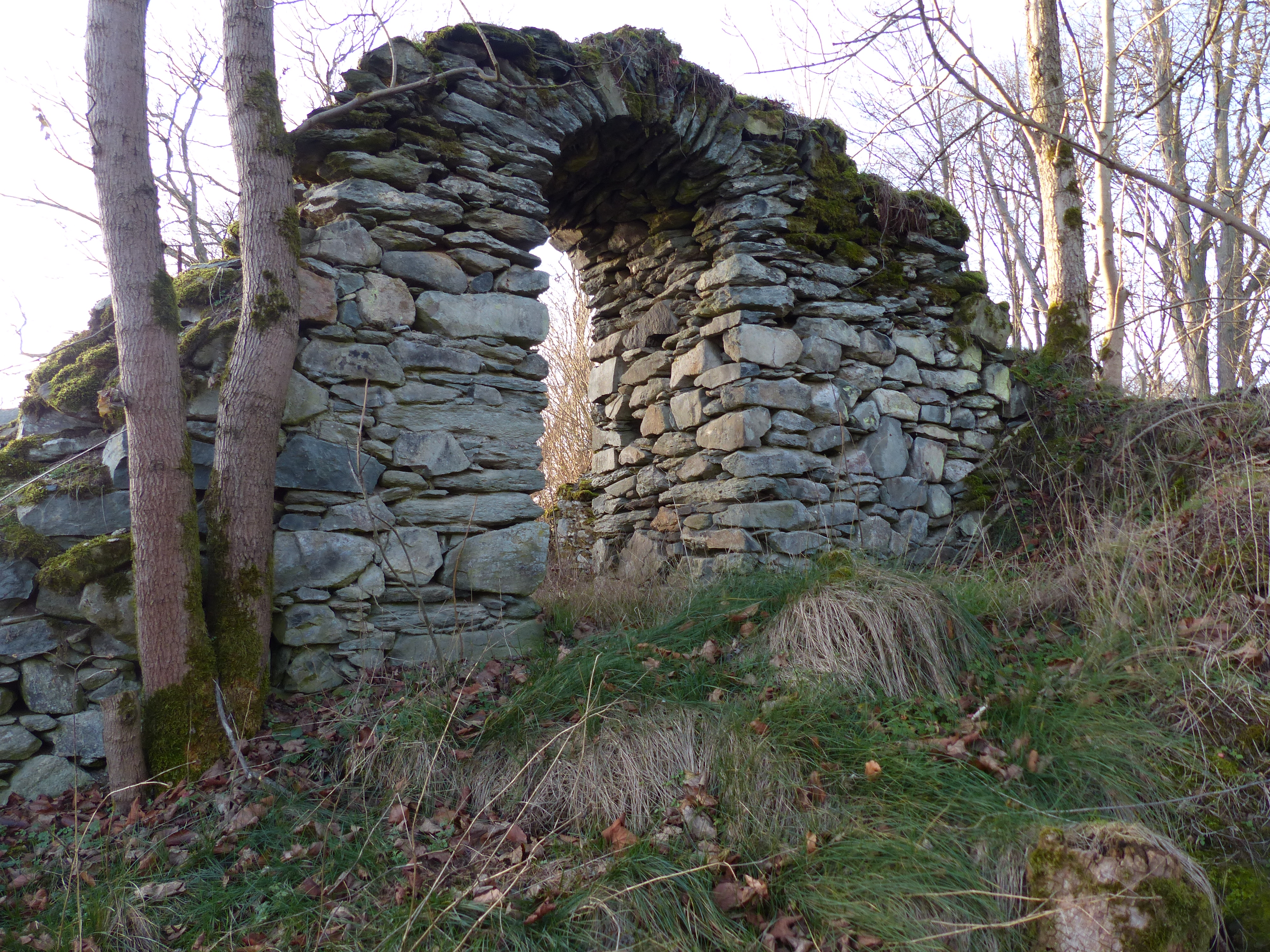
Burgruine Braunstein
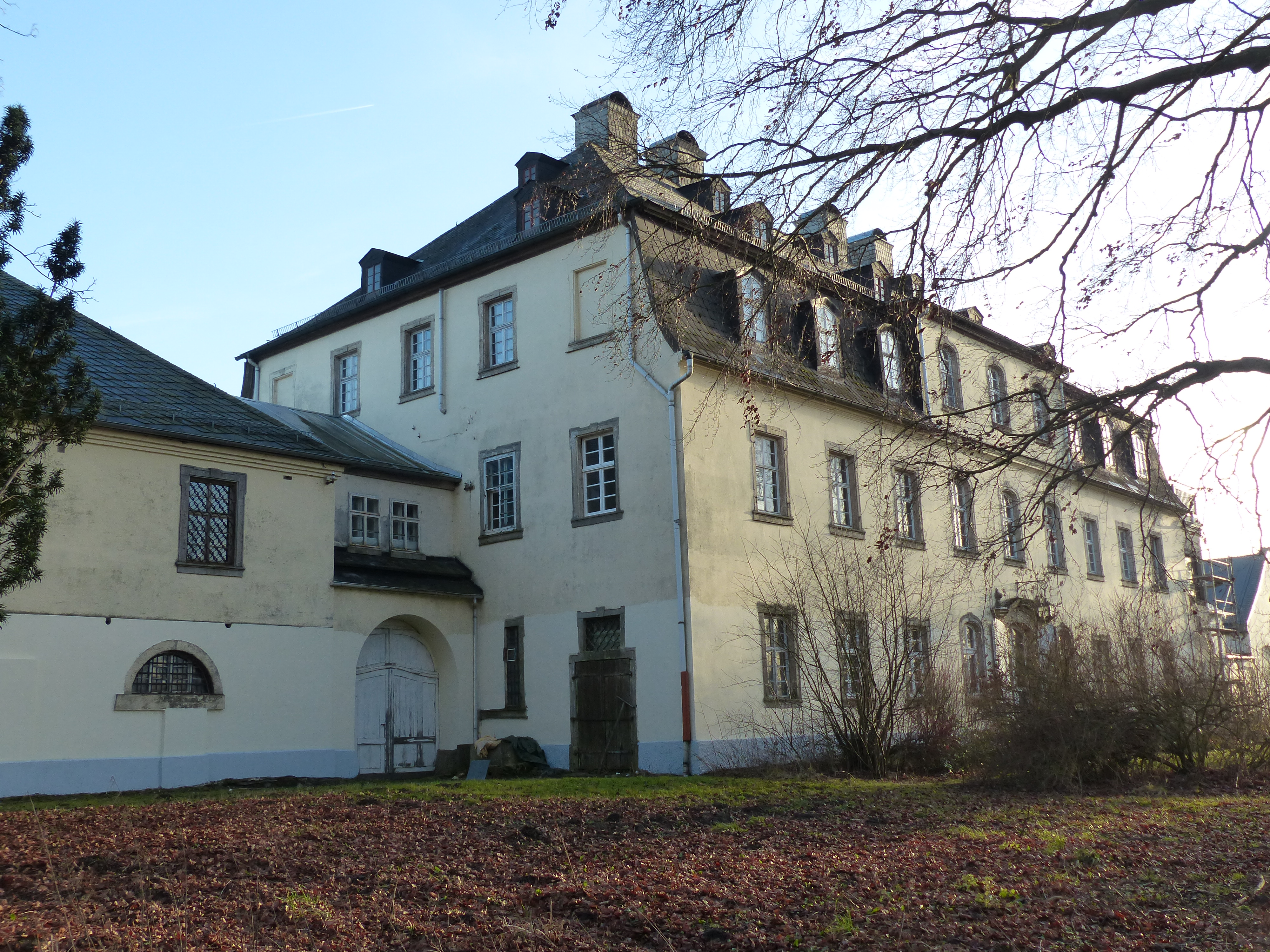
Schloss Brandstein